# Chris Bauer
Mark Christopher "Chris" Bauer (sinh ngày 28 tháng 10 năm 1966) là một nam diễn viên người Mỹ. Anh từng tham gia một số phim truyền hình như: The Wire, Third Watch, True Blood.

## Thời thơ ấu
Bauer sinh ra ở Los Angeles, California và là người gốc Ireland và Đức. Ông đã học trung học tại Miramonte High School ở Orinda, California và chơi trong đội bóng bầu dục Miramonte trong năm cuối của mình, năm 1984, năm đội giành chức vô địch nhà nước. Sau đó, ông theo học tại Đại học San Diego, Học viện Nghệ thuật Sân khấu Mỹ và tốt nghiệp trường Kịch nghệ Yale.

## Giải thưởng và đề cử
| Năm  | Giải thưởng                     | Hạng mục                                                 | Đề cử      | Kết quả   |
| ---- | ------------------------------- | -------------------------------------------------------- | ---------- | --------- |
| 2009 | 14th Satellite Awards           | Best Cast (or Best Ensemble) – Television Series         | True Blood | Đoạt giải |
| 2010 | 16th Screen Actors Guild Awards | Outstanding Performance by an Ensemble in a Drama Series | True Blood | Đề cử     |